# Epipagis serosalis
Epipagis serosalis là một loài bướm đêm trong họ Crambidae.